# Trilogía de El padrino
El padrino es el nombre que reciben las películas dirigidas por Francis Ford Coppola y escritas por él mismo junto con el novelista Mario Puzo. La trilogía consta de las tres películas: El padrino, El padrino II y El padrino III. La primera entrega ganó tres premios Óscar (mejor película, mejor actor para Marlon Brando y mejor guion adaptado) de once candidaturas posibles, mientras que la segunda entrega ganó seis (mejor película, mejor director para Coppola, mejor actor de reparto para Robert De Niro, mejor guion adaptado, mejor banda sonora y mejor dirección artística) de once nominaciones posibles, en total nueve premios Óscar. Por su parte, la tercera no tuvo la misma repercusión de público, y además obtuvo siete nominaciones al Óscar pero no consiguió ningún premio.

## Desarrollo de la trilogía

### El padrino

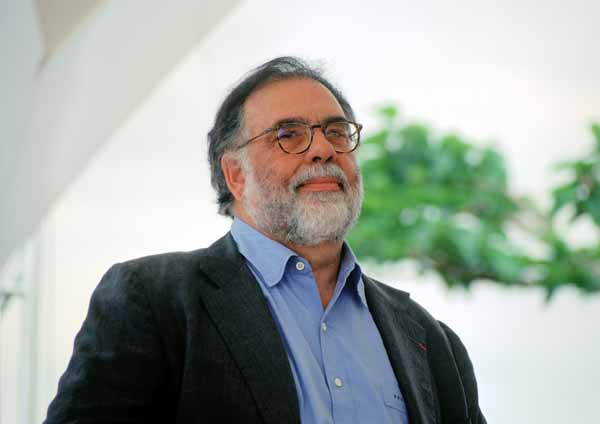
Francis Ford Coppola, director de las películas de la trilogía.

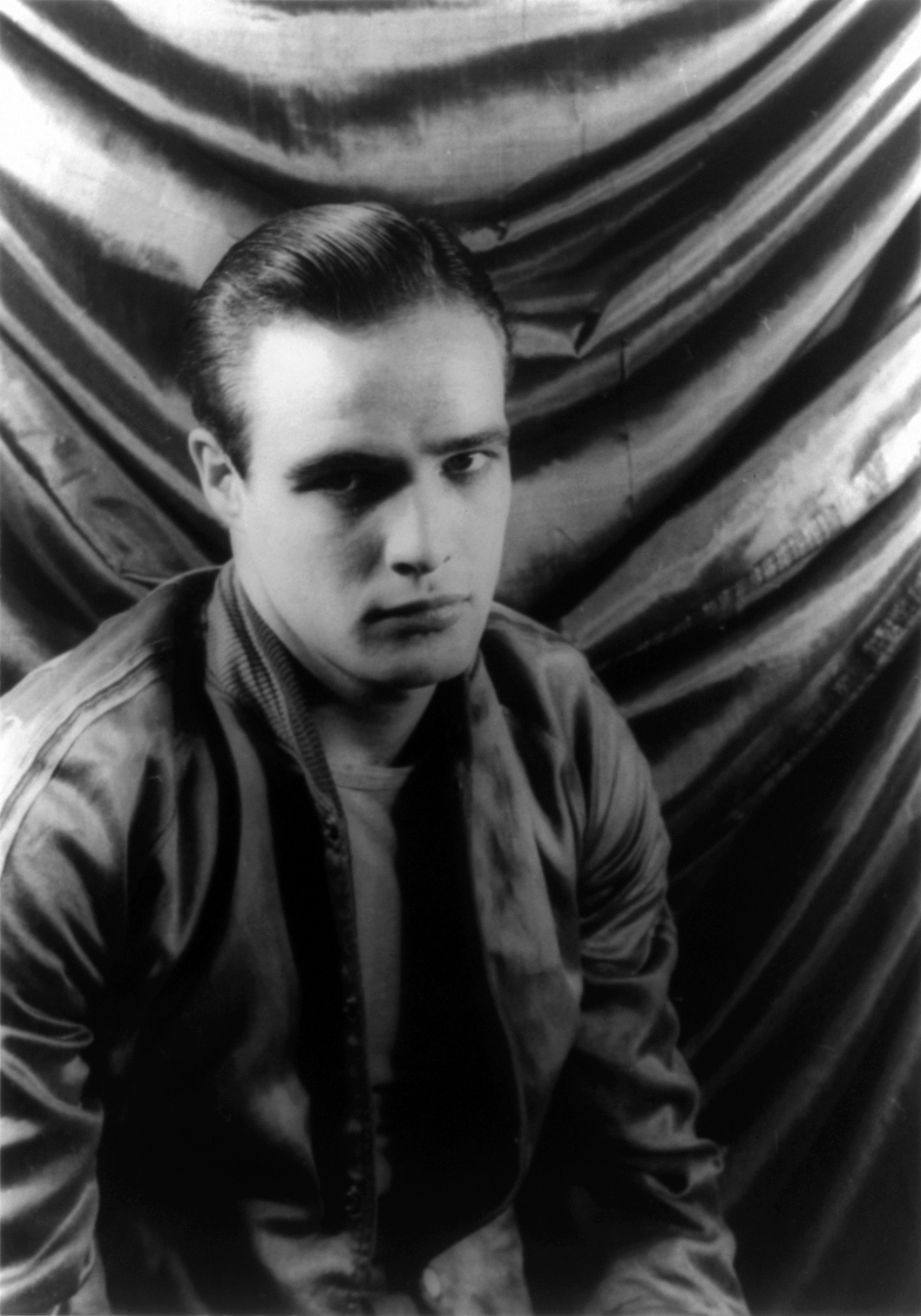
Marlon Brando, actor que interpretó a Vito Corleone en El padrino.

Todo comenzó cuando Coppola quiso realizar una adaptación al cine de la novela de Mario Puzo. Ambos empezaron a escribir y desarrollar el guion para poder ser luego llevado a la gran pantalla. Coppola fue motivado por la novela El padrino pues la misma tuvo un gran éxito en su lanzamiento, llegando a conseguir más de un millón de ventas en su primera semana. Entonces Coppola (que era un director joven, pero ya con cierta experiencia) echó tiempo y dedicación al proyecto de adaptar una novela de  mafiosos al cine, logrando tener en ella a grandes actores como Marlon Brando, Al Pacino (del que ciertos productores desconfiaron por momentos), James Caan o Robert Duvall, aparte de otros actores que ya habían colaborado junto con Coppola en anteriores proyectos. La productora Paramount Pictures compró los derechos de la novela y confiaron en el talento de Coppola, que ya había elaborado el guion junto con Mario Puzo, del cual habían restado algunos fragmentos de la novela, o los habían redecorado un poco; pero el guion seguía siendo fiel al libro de Puzo.
Una vez contando ya con todos los recursos, se comenzó el proceso de rodaje, que les llevaría unos 62 días, contando también los numerosos traslados que debían realizar (a Sicilia, a New York, a Las Vegas...). No sería fácil coordinar tantas tareas en el poco tiempo que le dio Paramount Pictures al director, el cual —aunque finalizaría con éxito el rodaje— por poco paró el proceso debido a que le costó mucho poder realizar todo el trabajo en los dos meses justos que le proponía la productora.
La película costó más de dos millones de dólares, ya que contaba con muchos gastos; como el adaptar el argumento a los años 40 (se discutió la idea de hacerla contemporánea para gastar menos, pero Coppola no lo prefirió), los numerosos viajes, y otros asuntos.
Sin embargo, todo esto se contrarrestó cuando la película fue terminada y llevada a los cines en el año 1972. Tuvo un gran éxito entre el público de los años 70. Además, logró 11 nominaciones a los Premios Óscar, y 3 ganadores, entre los cuales estaban Marlon Brando, que logró el premio al mejor actor por su maravillosa interpretación de Vito Corleone); Francis Ford Coppola y Mario Puzo, que ganaron los  premios al mejor guion adaptado; y, finalmente el premio a la mejor película del año.
El padrino fue escogida como la tercera mejor película en la historia cinematográfica americana (detrás de Citizen Kane y Casablanca) por la American Film Institute. Posteriormente, fue re-escogida en la segunda plaza tras Citizen Kane. También ha sido nombrada en la primera posición en listas elaboradas por Internet Movie Database, Filmaffinity y Rotten Tomatoes, entre otras.

### El camino hacia una segunda parte
Debido a este gran éxito cinematográfico, se pensó en realizar más tarde, una segunda parte; aunque Coppola se negó profundamente a realizarla. Pero finalmente, el director fue convencido por la afición y por sus amigos dedicados al cine. Coppola sería el director, guionista (de nuevo junto a Puzo) y productor; aunque este dijo que tan solo quería ser el productor, y que él mismo ya buscaría a otro director que llevara la película (como Martin Scorsese), pero al final, todo se torció, y Coppola volvió a ser el director de la película de nuevo.
Esta vez, Coppola y Puzo estaban escribiendo una historia yuxtapuesta, es decir, una historia paralela con dos historias diferentes, una ambientada en los años 20, cuando Vito Corleone era joven, y la otra historia narraría la actualidad de la familia Corleone, en los años 50, cuando Michael Corleone es el «don» de la  familia Corleone y viven en Nevada.
Coppola escribiría la historia actual, y Puzo la antigua; aunque ambos también contribuían en ambas partes. Entonces, una vez elaborada la historia, se creó un pequeño problema: ¿quién se encargaría de interpretar al joven Vito Corleone? Se pensó en Marlon Brando (quien lo interpretó ya en El padrino); pero este se negó debido a unos problemas que originó con la productora Paramount Pictures, ya que Brando exigía más dinero del que le ofrecieron cuando hizo de Vito en la primera película. Entonces, se descartó la posibilidad de que Brando volviese a hacer de Vito, y entonces se pensó en otro actor. Coppola buscaba a alguien con un enorme talento, parecido al de Brando, ya que el personaje de Vito tendría que ser muy realista.
Entonces Coppola se fijó en un joven muchacho que ya había acudido a los cástines de la primera película para hacer de Sonny Corleone. Ese joven era Robert De Niro, quien todavía no era considerado el actor destacado que es actualmente. Robert De Niro tenía cierto parecido físico a Brando, y tenía una gran capacidad de interpretación, la cual hacía falta para llevar el personaje de Vito Corleone. De Niro se quedó con el puesto, e incluso llegó a trabajarse su aspecto físico para que llegara a ser idéntico al de Brando, cuando hizo de Vito en la primera película.

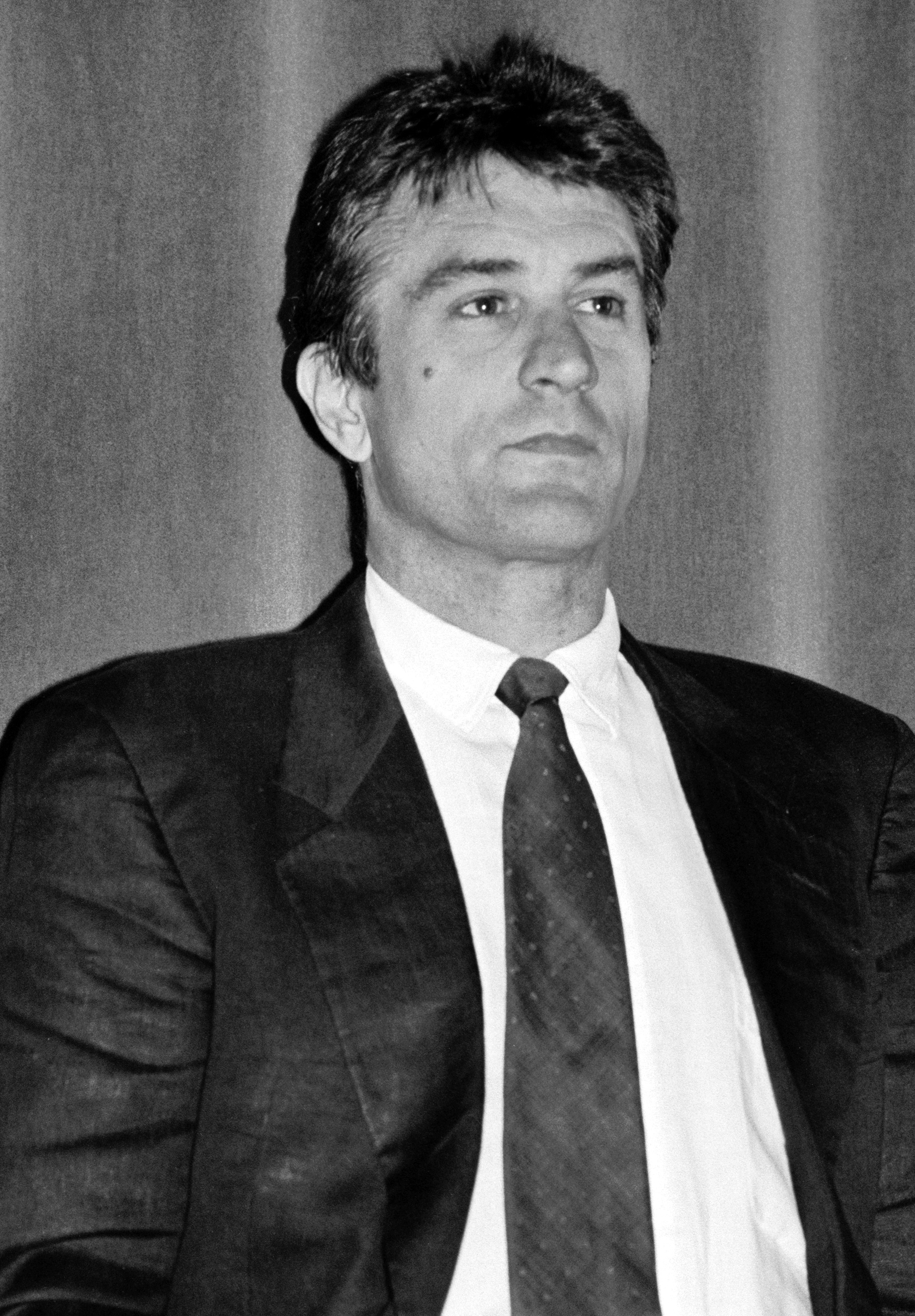
Robert De Niro, actor que interpretó a Vito Corleone en El padrino II.

Los demás actores que contribuyeron en la primera película, lo harían de nuevo en la segunda, como Al Pacino, Talia Shire, John Cazale, Robert Duvall o Diane Keaton y se contó con la presencia de nuevas caras como Lee Strasberg o Dominic Chianese.
El proceso de rodaje fue más duro y largo que el de la primera película, este llevó 112 días de rodaje, y viajes a Nevada, Santo Domingo (República Dominicana) o Sicilia. En total, llevaría una gran suma de dinero para poder financiar todo el proceso de rodaje.
Finalmente, la película fue acabada y esta vez, el éxito fue mayor que el de la primera película. Esta vez la película obtendría 11 nominaciones a los Premios Óscar, y 6 premios, el del Óscar al mejor guion adaptado (Mario Puzo y Francis Ford Coppola), Oscar al mejor director (Francis Ford Coppola), Oscar al mejor actor de reparto  (Robert De Niro), Oscar a la mejor banda sonora (Nino Rota y Carmine Coppola), Oscar a la mejor dirección artística (Dean Tavoularis, Angelo Graham y George R. Nelson) y nuevamente el de Oscar a la mejor película.
En resumen, el éxito de la primera película se duplicó considerablemente, y además, esta película llevó a la fama a actores como Al Pacino, Talia Shire, Robert Duvall, James Caan y otros muchos más.
Esta vez Coppola se transformó en un considerado gran director de cine, y se sumó a la fila de otros muchos como Martin Scorsese, George Lucas o Steven Spielberg (los cuales son muy amigos de Coppola y contribuyeron también mucho en la saga de  El padrino).
Entonces todo el mundo pidió una tercera parte a gritos, pero Coppola esta vez sí se negó rotundamente. Decía que El padrino II era una continuación de la primera, y que no se deberían hacer más continuaciones, es decir, meter más embrollos. Pero tal como se quedó la trama y el argumento en la segunda parte, no se podía dejar todo en los aires, pero Coppola seguía negando una tercera parte.

### La caída con la tercera parte

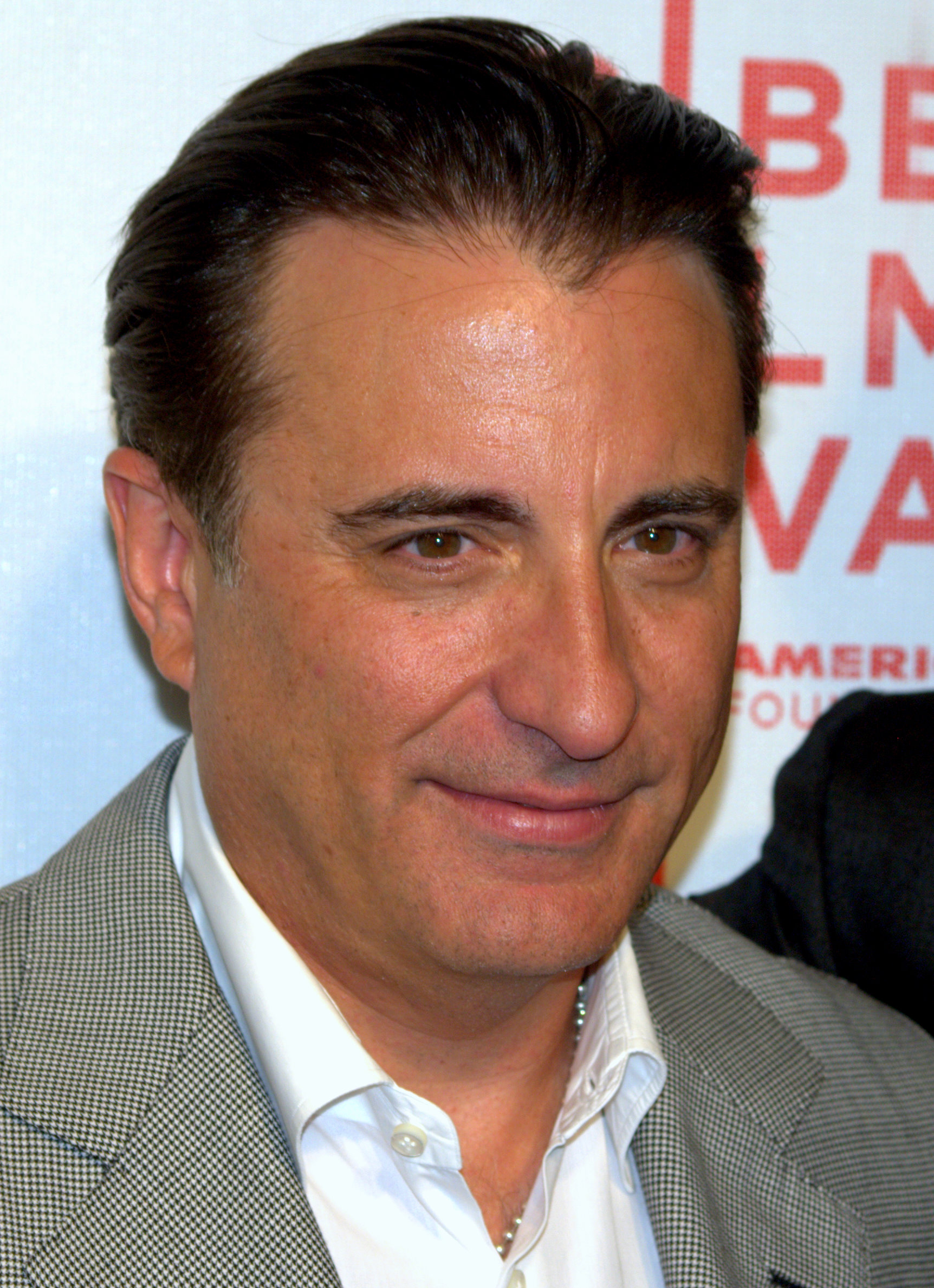
Andy García interpretó a Vincent Mancini en El padrino III.

Pasaron los años y Coppola realizó otros exitosos proyectos cinematográficos, como Apocalypse Now (película en la que volvió a trabajar junto con Marlon Brando y Robert Duvall) o  Peggy Sue got married (Peggy Sue se casó), grandes películas; pero que lo dejarían con un poco de vacío económico.
Fue este vacío económico el que llevó a Coppola a realizar la tercera parte de El padrino. Puzo y él lo pensaron y decidieron volver a escribir el guion para llevar al cine la tercera parte. Esta vez Coppola adentraría al reparto a su hija, Sofia Coppola, que interpretaría a Mary Corleone, la hija de Michael Corleone. Este papel fue pensado para la actriz Winona Ryder, pero ésta no pudo participar debido al cansancio que sufría y Sofia se quedó con el papel.
En esta película, se contaría con la participación del Vaticano, que controlaría brevemente a la productora Paramount Pictures.
En esta película, se muestra a un Michael más débil y anciano, y con falta de poder y decisión (todo lo contrario a lo que aparentaba en las dos anteriores películas). Esta nueva imagen afable de Michael Corleone no le agradaría nada al público, una de las razones por las que la película no obtuvo el éxito de las otras dos. Esta vez, el reparto contaría con la aparición de Andy García, que interpretaría a Vincent Mancini, el sobrino de Michael, e hijo ilegítimo de Sonny Corleone. También se cuentan con actores como Diane Keaton, Talia Shire y Joe Mantegna.
El rodaje costó más de 10 millones de dólares, contando de nuevo los numerosos viajes a Roma, a Sicilia, a Nueva York..., además de la subvención que tuvo que pagar Paramount Pictures al Vaticano, debido a que varias escenas se rodaron por sus interiores.[cita requerida] La recaudación fue mayor que en las otras películas; pero el éxito fue mucho menor. El público esperaba algo más y a un Michael Corleone triunfante y astuto como en las dos primeras películas. Además, se criticó mal y duramente a Sofia Coppola como actriz; además las demás actrices que querían el papel de Mary decían que Sofia era una «niña de papá», ya que su padre era el director y la había «enchufado» en el reparto. Después de estas numerosas críticas, Sofia decidió retirarse como actriz y dedicarse a la dirección.

## El padrino: Parte IV
El padrino: Parte IV sería la cuarta película de la saga de El padrino de no haber sido por la muerte de su autor Mario Puzo. La película iba a ser dirigida por el anterior director de las tres películas (Francis Ford Coppola) y producida por Paramount Pictures, también productora de las tres anteriores películas. Tendría un guion parecido al de El padrino II, siendo una historia yuxtapuesta, contando dos historias, la del auge de los Corleone al poder y, al mismo tiempo, con otra de la actual historia de la familia, continuando así donde acabó la tercera parte.

### Proceso deEl padrino: Parte IV
A pesar de que el director de las anteriores películas no quería realizar una cuarta entrega de la saga, el guionista y autor de la novela Mario Puzo, escribió un pequeño argumento y los primeros bocetos del guion de lo que iba a ser la película. Habría dos historias, una contaría cómo la familia Corleone llegaría a su ascenso al poder, contando con Sonny Corleone como protagonista, mostrando cómo se transformó en un asesino. Y la segunda historia sería la continuación de El padrino III, con Vincent Mancini, el hijo de Sonny Corleone como protagonista, y mostraría cómo le va como nuevo don de la familia. En esta segunda historia se mostraría también el peligroso negocio con la droga en el que entra Vincent, y cómo al final de la película la familia Corleone acaba completamente destruida.
Mario Puzo empezó a escribir el guion de esta película en 1999; pero nunca llegó a terminarlo, a causa de que empezó a tener problemas médicos y meses más tarde fallecería en su casa, sin haber podido acabar la historia.

### Reparto idealizado

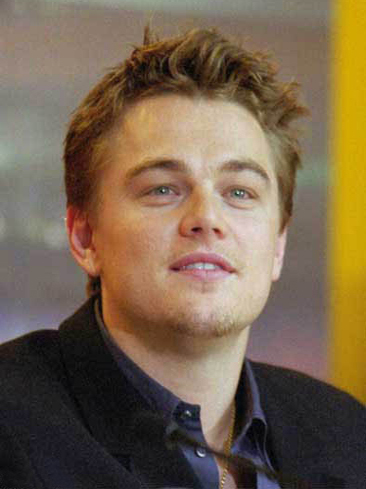
Se pensó que DiCaprio podría interpretar al joven Sonny Corleone en la cuarta parte.

Para reparto de la película se nombraron grandes caras de Hollywood como Leonardo DiCaprio, que interpretaría al joven Sonny Corleone de la primera historia y también contaría con Andy García, que volvería a interpretar a Vincent Mancini, que ya interpretó en El padrino III. El reparto también contaría con actores que también aparecieron en anteriores películas, como Talia Shire. También contaría con un cameo de Al Pacino, que interpretaría a Michael Corleone en una escena que sería momentos antes de su muerte.

### Final deEl padrino IV
La película iba a empezar a rodarse por los exteriores de Sicilia y Nueva York en 1999. Iba a ser dirigida por Coppola y escrita de nuevo por él y Puzo. Cuando la película ya iba a comenzar su proceso de rodaje, empezaron a surgir problemas con la salud del escritor, que tenía graves problemas de corazón desde hacía ya meses. Entonces la escritura del guion se suspendió hasta que Puzo se encontrara en un mejor estado; pero falleció el 2 de julio de 1999 en su casa debido a sus problemas de corazón y el guion de la película quedó en el aire.
Sí había una parte del guion escrita del que muchos actores como Robert De Niro o Al Pacino tienen copias cedidas por Puzo; pero de la historia moderna no se escribió nada, y por lo tanto, se canceló el proyecto de una cuarta parte, debido a que Coppola no tenía ganas de seguir con la producción.

### Rumores de una cuarta parte
Muchas productoras han querido continuar con el proyecto de El padrino IV, pero Paramount Pictures no ha accedido, ya que ellos continúan teniendo sus derechos de autor (junto con la familia de Puzo).
Sí es posible que pudiera haber una cuarta entrega, pero de momento Coppola no ha afirmado su realización, ni piensa realizar una cuarta parte. [cita requerida]

## Reparto
Algunos personajes aparecen en retrospectiva en El padrino II, siendo interpretados por actores que los encarnan en versiones más jóvenes que en El padrino. Además, hay otros personajes que aparecieron en la segunda entrega por primera vez, aunque a alguno se le mencionó en la primera. Todos los personajes en retrospectiva aparecen en cursiva.
| Personaje                 | Película             | Película                                | Película               | Película |
| Personaje                 | The Godfather        | The Godfather Part II                   | The Godfather Part III |          |
| ------------------------- | -------------------- | --------------------------------------- | ---------------------- | -------- |
| Vito Corleone             | Marlon Brando        | Robert De Niro (joven)                  |                        |          |
| Michael Corleone          | Al Pacino            | Al Pacino                               | Al Pacino              |          |
| Tom Hagen                 | Robert Duvall        | Robert Duvall                           |                        |          |
| Sonny Corleone            | James Caan           | James Caan (cameo)                      |                        |          |
| Fredo Corleone            | John Cazale          | John Cazale                             |                        |          |
| Connie Corleone           | Talia Shire          | Talia Shire                             | Talia Shire            |          |
| Peter Clemenza            | Richard Castellano   | Bruno Kirby (joven)                     |                        |          |
| Salvatore Tessio          | Abe Vigoda           | Abe Vigoda (cameo) John Aprea (joven)   |                        |          |
| Kay Adams-Corleone        | Diane Keaton         | Diane Keaton                            | Diane Keaton           |          |
| Carlo Rizzi               | Gianni Russo         | Gianni Russo (cameo)                    |                        |          |
| Carmella Corleone         | Morgana King         | Morgana King Francesca De Sapio (joven) |                        |          |
| Al Neri                   | Richard Bright       | Richard Bright                          | Richard Bright         |          |
| Rocco Lampone             | Tom Rosqui           | Tom Rosqui                              |                        |          |
| Luca Brasi                | Lenny Montana        |                                         |                        |          |
| Paulie Gatto              | John Martino         |                                         |                        |          |
| Amerigo Bonasera          | Salvatore Corsitto   |                                         |                        |          |
| Virgil Sollozzo           | Al Lettieri          |                                         |                        |          |
| Capitán Mark McCluskey    | Sterling Hayden      |                                         |                        |          |
| Jack Woltz                | John Marley          |                                         |                        |          |
| Johnny Fontane            | Al Martino           |                                         | Al Martino             |          |
| Emilio Barzini            | Richard Conte        |                                         |                        |          |
| Philip Tattaglia          | Victor Rendina       |                                         |                        |          |
| Bruno Tattaglia           | Tony Giorgio         |                                         |                        |          |
| Carmine Cuneo             | Rudy Bond            |                                         |                        |          |
| Moe Green                 | Alex Rocco           |                                         |                        |          |
| Nazorine                  | Vito Scotti          |                                         |                        |          |
| Theresa Hagen             | Tere Livrano         | Tere Livrano                            | Tere Livrano           |          |
| Don Tommasino             | Corrado Gaipa        | Mario Cotone (joven)                    | Vittorio Duse          |          |
| Calo                      | Franco Citti         |                                         | Franco Citti           |          |
| Apollonia                 | Simonetta Stefanelli | Cameo 3                                 | Cameo 3                |          |
| Hyman Roth                |                      | Lee Strasberg                           |                        |          |
| Frank Pentangeli          |                      | Michael V. Gazzo                        |                        |          |
| Johnny Ola                |                      | Dominic Chianese                        |                        |          |
| Pat Geary                 |                      | G. D. Spradlin                          |                        |          |
| Deanna Corleone           |                      | Mariana Hill                            |                        |          |
| Signor Roberto            |                      | Leopoldo Trieste                        |                        |          |
| Guardaespaldas de Michael |                      | Amerigo Tot                             |                        |          |
| Merle Johnson             |                      | Troy Donahue                            |                        |          |
| Don Fanucci               |                      | Gastone Moschin                         |                        |          |
| Don Ciccio                |                      | Giuseppe Sillato                        |                        |          |
| Genco Abbandando          |                      | Frank Sivero                            |                        |          |
| Vincent Mancini           |                      |                                         | Andy Garcia            |          |
| Mary Corleone             |                      |                                         | Sofia Coppola          |          |
| Anthony Corleone          |                      |                                         | Franc D'Ambrosio       |          |
| Don Altobello             |                      |                                         | Eli Wallach            |          |
| Joey Zasa                 |                      |                                         | Joe Mantegna           |          |
| B. J. Harrison            |                      |                                         | George Hamilton        |          |
| Grace Hamilton            |                      |                                         | Bridget Fonda          |          |
| Cardenal Lamberto         |                      |                                         | Raf Vallone            |          |
| Arzobispo Gilday          |                      |                                         | Donal Donnelly         |          |
| Frederick Keinszig        |                      |                                         | Helmut Berger          |          |
| Dominic Abbandando        |                      |                                         | Don Novello            |          |
| Andrew Hagen              |                      |                                         | John Savage            |          |
| Mosca                     |                      |                                         | Mario Donatone         |          |
| Licio Lucchesi            |                      |                                         | Enzo Robutti           |          |
| Spara                     |                      |                                         | Michele Russo          |          |
| Lou Pennino               |                      |                                         | Robert Cicchini        |          |
| Armand                    |                      |                                         | Rogerio Miranda        |          |
| Francesco                 |                      |                                         | Carlos Miranda         |          |

## Premios

### El padrino

#### Premios Oscar
| Año  | Categoría                 | Persona                                             | Resultado                |
| ---- | ------------------------- | --------------------------------------------------- | ------------------------ |
| 1972 | Mejor Película            | Mejor Película                                      | Ganadora                 |
| 1972 | Mejor director            | Francis Ford Coppola                                | Nominado                 |
| 1972 | Mejor actor               | Marlon Brando                                       | Ganador                  |
| 1972 | Mejor actor de reparto    | James Caan                                          | Nominado                 |
| 1972 | Mejor actor de reparto    | Robert Duvall                                       | Nominado                 |
| 1972 | Mejor actor de reparto    | Al Pacino                                           | Nominado                 |
| 1972 | Mejor guion adaptado      | Francis Ford Coppola y Mario Puzo                   | Ganadores                |
| 1972 | Mejor montaje             | William Reynolds y Peter Zinner                     | Nominados                |
| 1972 | Mejor banda sonora        | Nino Rota                                           | Nominado (descalificado) |
| 1972 | Mejor diseño de vestuario | Anna Hill Johnstone                                 | Nominada                 |
| 1972 | Mejor sonido              | Bud Grenzbach, Richard Portman y Christopher Newman | Nominados                |

Nota 1: Nino Rota fue descalificado al considerarse que su canción era una versión de otra utilizada anteriormente. John Addison por La huella entró en su lugar.
Nota 2: Marlon Brando rechazó el Óscar y envió a la ceremonia a una actriz estadounidense de origen indio, que se manifestó en contra del tratamiento que recibía su pueblo en las películas de Hollywood.

#### Globos de Oro
| Año  | Categoría              | Persona                           | Resultado |
| ---- | ---------------------- | --------------------------------- | --------- |
| 1973 | Mejor película - drama | Mejor película - drama            | Ganadora  |
| 1973 | Mejor director         | Francis Ford Coppola              | Ganador   |
| 1973 | Mejor actor - drama    | Marlon Brando                     | Ganador   |
| 1973 | Mejor guion            | Mario Puzo y Francis Ford Coppola | Ganador   |
| 1973 | Mejor banda sonora     | Nino Rota                         | Ganador   |

### El padrino: Parte II
| Año  | Categoría                 | Persona                                           | Resultado |
| ---- | ------------------------- | ------------------------------------------------- | --------- |
| 1974 | Mejor película            | Mejor película                                    | Ganadora  |
| 1974 | Mejor director            | Francis Ford Coppola                              | Ganador   |
| 1974 | Mejor actor               | Al Pacino                                         | Nominado  |
| 1974 | Mejor actor de reparto    | Robert De Niro                                    | Ganador   |
| 1974 | Mejor actor de reparto    | Michael V. Gazzo                                  | Nominado  |
| 1974 | Mejor actor de reparto    | Lee Strasberg                                     | Nominado  |
| 1974 | Mejor actriz de reparto   | Talia Shire                                       | Nominada  |
| 1974 | Mejor guion adaptado      | Francis Ford Coppola y Mario Puzo                 | Ganadores |
| 1974 | Mejor banda sonora        | Nino Rota y Carmine Coppola                       | Ganadores |
| 1974 | Mejor diseño de vestuario | Theadora Van Runkle                               | Nominada  |
| 1974 | Mejor dirección de arte   | Dean Tavoularis, Angelo Graham y George R. Nelson | Ganadores |

### El padrino: Parte III
| Año  | Categoría               | Persona                                     | Resultado  |
| ---- | ----------------------- | ------------------------------------------- | ---------- |
| 1990 | Mejor película          | Mejor película                              | Candidata  |
| 1990 | Mejor director          | Francis Ford Coppola                        | Candidato  |
| 1990 | Mejor actor de reparto  | Andy García                                 | Candidato  |
| 1990 | Mejor montaje           | Barry Malkin, Lisa Fruchtman y Walter Murch | Candidatos |
| 1990 | Mejor fotografía        | Gordon Willis                               | Candidato  |
| 1990 | Mejor dirección de arte | Dean Tavoularis y Gary Fettis               | Candidatos |
| 1990 | Mejor banda sonora      | Carmine Coppola y John Bettis               | Candidato  |

## Recepción

### Taquilla
Las tres películas han tenido beneficiosas recaudaciones en taquilla, que se han ido multiplicando a lo largo de cada estreno.
| Título         | Fecha de estreno        | Director             | Ganancias totales mundiales |
| -------------- | ----------------------- | -------------------- | --------------------------- |
| El padrino     | 15 de marzo de 1972     | Francis Ford Coppola | USD 268 500 000             |
| El padrino II  | 21 de diciembre de 1974 | Francis Ford Coppola | USD 193 000                 |
| El padrino III | 25 de diciembre de 1990 | Francis Ford Coppola | USD 136 766 062             |

### Crítica
| Película       | Rotten Tomatoes   | Rotten Tomatoes      | Rotten Tomatoes     | Metacritic       | Metacritic        | IMDb                  | FilmAffinity        |
| Película       | Críticos          | Críticos importantes | Audiencia           | Críticos         | Audiencia         | IMDb                  | FilmAffinity        |
| -------------- | ----------------- | -------------------- | ------------------- | ---------------- | ----------------- | --------------------- | ------------------- |
| El padrino     | 97% (133 reseñas) | 97% (132 reseñas)    | 98% (250 000 votos) | 100 (15 reseñas) | 9.2 (3 489 votos) | 9.2 (1 712 006 votos) | 9.0 (171 505 votos) |
| El padrino II  | 96% (114 reseñas) | 91% (35 reseñas)     | 97% (250 000 votos) | 90 (18 reseñas)  | 9.0 (919 votos)   | 9.0 (1 189 223 votos) | 8.9 (136 698 votos) |
| El padrino III | 68% (63 reseñas)  | 60% (15 reseñas)     | 61% (250 000 votos) | 60 (19 reseñas)  | 7.7 (535 votos)   | 7.6 (376 704 votos)   | 7.8 (73 266 votos)  |
| Promedio       | 87%               | 83%                  | 85%                 | 83               | 8.6               | 8.6                   | 8.6                 |